# Lista de episódios de Ben 10: Ultimate Alien
Segue a lista de episódios da série de desenho animado Ben 10: Ultimate Alien. A série teve o total de 52 episódios.

## Resumo da série
| Temporada | Temporada | Episódios | Exibição nos Estados Unidos | Exibição nos Estados Unidos | Exibição no Brasil     | Exibição no Brasil   |
| Temporada | Temporada | Episódios | Estreia de temporada        | Final de temporada          | Estreia de temporada   | Final de temporada   |
| --------- | --------- | --------- | --------------------------- | --------------------------- | ---------------------- | -------------------- |
|           | 1         | 20        | 23 de abril de 2010         | 10 de dezembro de 2010      | 10 de outubro de 2010  | 24 de abril de 2011  |
|           | 2         | 12        | 4 de fevereiro de 2011      | 29 de abril de 2011         | 7 de agosto de 2011    | 9 de outubro de 2011 |
|           | 3         | 20        | 16 de setembro de 2011      | 31 de março de 2012         | 20 de novembro de 2011 | 30 de abril de 2012  |

## Lista de Episódios

### 1.ª Temporada (2010)
| # | Título                                                    | Direção        | Roteiro             | Data de estreia     | Cód. de produção |  |
| --- | --------------------------------------------------------- | -------------- | ------------------- | ------------------- | ---------------- |  |
| |                                                           |                |                     |                     |                  |  |
| 1 | "Fama (Fame)"                                             | Dan Riba       | Dwayne McDuffie     | 23/04/10 10/10/2010 | 101              |  |
| A identidade secreta de Ben está exposta, lançando-o no centro das atenções, na estreia da série animada após os 16 anos de idade, que luta contra vilões usando o Ultimatrix, um dispositivo que o transforma em uma matriz de heróis alienígenas. Em outra parte, um alienígena planeja detonar uma bomba nuclear. Principais Transformações: Enormossauro, Arraia-a-Jato, Cromático, Macaco-Aranha e Macaco-Aranha Supremo. |                                                           |                |                     |                     |                  |  |
| 2 | "Enganamos (Duped)"                                       | Butch Lukic    | Len Uhley           | 30/04/10 17/10/2010 | 102              |  |
| Ben encontra uma maneira de estar em três lugares ao mesmo tempo: no jogo da Julie com Gwen, lutando contra os Cavaleiros Eternos com Kevin e assistindo ao filme dos Lutadores de Sumô em 3D. |                                                           |                |                     |                     |                  |  |
| 3 | "Ataque Onde Eles Moram (Hit Where They Live)"            | Matt Youngberg | Len Wein            | 07/05/10 24/10/2010 | 103              |  |
| A revelação da identidade de Ben deixa-o vulnerável a seus inimigos se unem para atacar a sua família. |                                                           |                |                     |                     |                  |  |
| 4 | "Video-Games (Video-Games)"                               | Dan Riba       | Eugene Son          | 14/05/10 31/10/2010 | 104              |  |
| Ben acha que participará de um video game, mas não sabe que está a espreita de Will Harengue. |                                                           |                |                     |                     |                  |  |
| 5 | "Fuga de Aggregor (Escape From Aggregor)"                 | Butch Lukic    | Charlotte Fullerton | 21/05/10 7/11/2010  | 105              |  |
| Alienígenas de planetas distintos estão sendo alvo de um extraterrestre chamado Agreggor. |                                                           |                |                     |                     |                  |  |
| 6 | "Quente Demais Para Aturar (Too Hot To Handle)"           | Matt Youngberg | Marty Isenberg      | 28/05/10 14/11/2010 | 106              |  |
| P'andor quer sair de seu confinamento. |                                                           |                |                     |                     |                  |  |
| 7 | "Andreas (Andreas Fault)"                                 | Dan Riba       | Ernie Altbacker     | 04/06/10 21/11/2010 | 107              |  |
| Argit está usando Andreas para conseguir e roubar terras dos Cavaleiros Eternos. |                                                           |                |                     |                     |                  |  |
| 8 | "Unidos (Fused)"                                          | Butch Lukic    | Len Uhley           | 11/06/10 28/11/2010 | 108              |  |
| Ben está preso em forma alienígena e é alvo de Aggregor, que pretende destruí-lo. |                                                           |                |                     |                     |                  |  |
| 9 | "Hora do Herói (Hero Time)"                               | Matt Youngberg | Steven Barnes       | 18/06/10 04/02/2011 | 109              |  |
| O ídolo de infância de Ben encena um retorno. |                                                           |                |                     |                     |                  |  |
| 10 | "Aggregor Supremo (Ultimate Aggregor)"                    | Dan Riba       | Dwayne McDuffie     | 10/10/10 13/02/2011 | 110              |  |
| Agreggor captura os cinco extraterrestres e os coloca dentro dele, transformando-o no Aggregor Supremo. |                                                           |                |                     |                     |                  |  |
| 11 | "Mapa do Infinito (Map of Infinity)"                      | Butch Lukic    | Dwayne McDuffie     | 10/10/10 20/02/2011 | 111              |  |
| A turma de Ben precisa impedir que Aggregor Supremo pegue a primeira parte do Mapa do Infinito. Com este mapa, Agreggor poderá ter acesso ao Centro da Criação. |                                                           |                |                     |                     |                  |  |
| 12 | "Carona da Fama (Reflected Glory)"                        | Matt Youngberg | Peter David         | 15/10/10 27/02/2011 | 112              |  |
| Cash e J.T. tomam crédito dos atos heróicos de Ben. |                                                           |                |                     |                     |                  |  |
| 13 | "Fundo (Deep)"                                            | Dan Riba       | Marty Isenberg      | 22/10/10 06/03/2011 | 113              |  |
| Ben, Gwen e Kevin vão para um planeta de água, onde precisam impedir Aggregor pegar a segunda parte do Mapa do Infinito. |                                                           |                |                     |                     |                  |  |
| 14 | "Onde a Magia Acontece (Where the Magic Happens)"         | Butch Lukic    | Matt Wayne          | 29/10/10 13/03/2011 | 114              |  |
| A Turma de Ben vai a uma dimensão mágica e, de forma desconfiada, pedem ajuda à Encantriz. Lá precisam impedir Aggregor de pegar a terceira parte do Mapa do Infinito. |                                                           |                |                     |                     |                  |  |
| 15 | "Perplexahedron"                                          | Matt Youngberg | Brian Swenlin       | 05/11/10 20/03/2011 | 115              |  |
| Ben, Kevin e Gwen vão ao planeta Perplexahedron. Lá precisam impedir Aggregor de pegar a última parte do Mapa do Infinito, no qual o planeta é feito justamente para proteger o mapa. |                                                           |                |                     |                     |                  |  |
| 16 | "Centro da Criação (The Forge of Creation)"               | Dan Riba       | Dwayne McDuffie     | 12/11/10 27/03/2011 | 116              |  |
| Ben, Kevin e Gwen se reúnem com Azmuth para decidir o que fazer já que Agreggor possui as 4 partes do Mapa do Infinito. Azmuth diz que eles precisam acessar o Centro da Criação, mas ele não faz ideia de onde esteja. Ben se transforma no Alien X, para tentar convencer Belicus e Serena a ajudar. No entanto, os dois se recusam e ficam discutindo. Paradoxo aparece e traz Ben de volta. Ele diz que sabe como acessar o Centro da Criação, pois foi ele que o escondeu. Eles viajam para além das fronteiras do Universo para chegar ao lugar. Antes de chegar, eles batem acidentalmente em uma barreira de aleatoriedade temporal, o que traz o Ben de 10 anos de idade para a época atual. Os 4 seguem em direção ao Centro. Ao chegar lá, Agreggor os confronta, derrotando os dois Bens, Kevin e Gwen. Após isso, ele se dirige para absorver os poderes do Sapien Celestial bebê, tornando-se assim, um Deus. O pequeno Ben diz para Kevin absorver novamente seu Omnitrix, mas Kevin diz que se for o único jeito, vai fazê-lo com o melhor que ele tiver. Kevin absorve os poderes do SuperOmnitrix e se torna Kevin Supremo. Ele consegue deter Agreggor facilmente, e depois disso, absorve seus poderes. Como da última vez, Kevin fica enlouquecido com o poder, e pensa em absorver o Alien X bebê, mas Ben e Gwen avisam que vão impedi-lo. O pequeno Ben diz a Kevin que ele sempre foi fraco, pois todos são bons com ele, mas ele perde tempo demais se fazendo de vítima. Ao ouvir isso, Kevin vai embora (não se sabe como ele retornou à Terra). Paradoxo leva o pequeno Ben para casa. Gwen pergunta ao Ben de 16 anos o que ele fará com Kevin, e o mesmo diz que vai cuidar dele. |                                                           |                |                     |                     |                  |  |
| 17 | "...Nem Ferro Barra uma Gaiola (...Nor Iron Bars A Cage)" | Dan Riba       | Len Wein            | 19/11/10 03/04/2011 | 117              |  |
| Com Kevin enlouquecido pelo poderes absorvidos do Ultimatrix, Gwen e Ben vão atrás dele no planeta-prisão. |                                                           |                |                     |                     |                  |  |
| 18 | "O Inimigo do Meu Inimigo (The Enemy Of The My Enemy)"    | Matt Youngberg | Len Uhley           | 03/12/10 10/04/2011 | 118              |  |
| Argit ajuda dos irmãos Vreedle à ganhar notas mais altas, infiltrando-se na Academia dos Encanadores. |                                                           |                |                     |                     |                  |  |
| 19 | "Poder Absoluto - 1.ª Parte (Absolute Power Part 1)"      | Dan Riba       | Charlotte Fullerton | 10/12/10 17/04/2011 | 119              |  |
| Gwen tem uma ideia para salvar Kevin, mas precisa enfrentar a relutância de Ben em relação ao plano. |                                                           |                |                     |                     |                  |  |
| 20 | "Poder Absoluto - 2.ª Parte (Absolute Power Part 2)"      | Dan Riba       | Dwayne McDuffie     | 10/12/10 24/04/2011 | 120              |  |
| Ben concorda com o plano, porém fica cético se vai funcionar. |                                                           |                |                     |                     |                  |  |

### 2.ª Temporada (2011)
| # | Título                                                         | Direção        | Roteiro                     | Data de estreia       | Cód. de produção |  |
| --- | -------------------------------------------------------------- | -------------- | --------------------------- | --------------------- | ---------------- |  |
| |                                                                |                |                             |                       |                  |  |
| 21 | "A Transformação De Eunice (The Transmogrification of Eunice)" | Matt Youngberg | Eugene Son                  | 04/02/2011 07/08/2011 | 201              |  |
| Ben Tennyson e seus amigos se deparam com uma extraterrestre com amnésia que está sendo caçada por Sunder.                                                    |                                                                |                |                             |                       |                  |  |
| 22 | "Os Olhos de Quem Vê (The Eye Of The Beholder)"                | Dan Riba       | Len Uhley                   | 11/02/2011 14/08/2011 | 202              |  |
| Baz-El se encrenca com um artefato. Ben Tennyson e seus amigos partem para salvá-lo, depois de Ship fracassar.                                                |                                                                |                |                             |                       |                  |  |
| 23 | "Viktor Ressurge (Viktor: The Spoils)"                         | Butch Lukic    | Kevin Grevioux              | 18/02/2011 21/08/2011 | 203              |  |
| O corpo de Viktor agora é de posse de Zarkovia para ser usado como arma da guerra civil.                                                                      |                                                                |                |                             |                       |                  |  |
| 24 | "A Grande História (The Big Story)"                            | Matt Youngberg | Jim Krieg e Ernie Altbacker | 04/03/2011 28/08/2011 | 204              |  |
| Jimmy Jones testemunha a queda de um "vegetal" extraterrestre e agora precisa enfrentar o ceticismo de Gwen e Kevin para salvar a humanidade de seu controle. |                                                                |                |                             |                       |                  |  |
| 25 | "A Garota Problema (Girl Trouble)"                             | Dan Riba       | Eugene Son                  | 11/03/2011 04/09/2011 | 205              |  |
| Ben e Gwen precisam enfrentar sua prima problemática Sunny.                                                                                                   |                                                                |                |                             |                       |                  |  |
| 26 | "A Vingança do Enxame (Revenge of the Swarm)"                  | Dan Riba       | Eugene Son                  | 18/03/2011 11/09/2011 | 206              |  |
| Elena e os nanochips extraterrestres retornam. A Equipe de Ben Tennyson precisa descobrir o novo objetivo dos chips.                                          |                                                                |                |                             |                       |                  |  |
| 27 | "A Criatura do Além (The Creature From Beyond)"                | Dan Riba       | Len Uhley                   | 25/03/2011 18/09/2011 | 207              |  |
| Uma criatura do além é libertada e os Cavaleiros Eternos e a equipe de Ben se aliam para deter esta criatura que controla os humanos.                         |                                                                |                |                             |                       |                  |  |
| 28 | "Treinamento Básico (Basic Training)"                          | Butch Lukic    | Adam Beechen                | 01/04/2011 25/09/2011 | 208              |  |
| Ben, Gwen e Kevin vão para a Academia dos Encanadores para se formarem de forma definitiva.                                                                   |                                                                |                |                             |                       |                  |  |
| 29 | "Não é Fácil ser A Gwen (It's Not Easy Being Gwen)"            | Matt Youngberg | Matt Wayne                  | 08/04/2011 02/10/2011 | 209              |  |
| Gwen precisa manter sua rotina em equilibrio, o que não é nada fácil.'                                                                                        |                                                                |                |                             |                       |                  |  |
| 30 | "Ben 10.000 Retorna (Ben 10,000 Returns)"                      | Matt Youngberg | Dwayne McDuffie             | 15/04/2011 12/10/2011 | 210              |  |
| Ben 10.000 e Paradoxo precisam derrotar Eon após ele perturbar o delicado equilibrio das linhas do tempo alternativo de Ben Tennyson.                         |                                                                |                |                             |                       |                  |  |
| 31 | "Apaixonado (Moonstruck)"                                      | Butch Lukic    | Len Uhley                   | 22/04/2011 23/10/2011 | 211              |  |
| Max Tennyson narra seu passado com Verdona, a vó de Ben e Gwen.                                                                                               |                                                                |                |                             |                       |                  |  |
| 32 | "O Prisioneiro #775 Sumiu (Prisoner #775 is Missing)"          | Dan Riba       | Peter David                 | 29/04/2011 09/10/2011 | 212              |  |
| Um prisioneiro da Área 51 escapa e a Equipe de Ben precisa capturá-lo antes dele completar seu plano de vingança.                                             |                                                                |                |                             |                       |                  |  |

### 3.ª Temporada (2011-2012)
| # | Título                                                         | Direção        | Roteiro                           | Data de estreia       | Cód. de produção |  |
| --- | -------------------------------------------------------------- | -------------- | --------------------------------- | --------------------- | ---------------- |  |
| |                                                                |                |                                   |                       |                  |  |
| 33 | "A Purificação (The Purge)"                                    | Butch Lukic    | David McDermott                   | 16/09/2011 20/11/2011 | 301              |  |
| Cavaleiros Eternos declaram guerra contra todos os extraterrestres do planeta Terra, declarada pelo retorno do primeiro cavaleiro.Nota: O motivo do Sr. Baumann proteger os alienígenas dos Cavaleiros Eternos era para evitar que Ben Tennyson destrua seu mercado. |                                                                |                |                                   |                       |                  |  |
| 34 | "O Simion Mandou (Simion Says)"                                | Matt Youngberg | Charlotte Fulerton                | 23/09/2011 06/11/2011 | 302              |  |
| Simian, um antigo vilão de Ben 10: Alien Force, leva um Xenocito a Aranhaschimmia (planeta dos macacos aranhas) e infecta todos os Arachnichimps até só restar ele.                                                                                                  |                                                                |                |                                   |                       |                  |  |
| 35 | "Lembranças de um Techadon (Greetings From Techadon)"          | Dan Riba       | Eugene Son                        | 30/09/2011 13/11/2011 | 303              |  |
| Robôs Techadon vão atrás de Ben por ordem de Vulkanus. |                                                                |                |                                   |                       |                  |  |
| 36 | "O Círculo dos Guardiões da Chama (The Flame Keeper's Circle)" | Dan Riba       | Brian Swenlin                     | 07/10/2011 27/02/2012 | 304              |  |
| Julie entra em uma sociedade que adora a Vilgax, pensando ser um extraterrestre chamado Diagon. |                                                                |                |                                   |                       |                  |  |
| 37 | "O Dobro ou Nada (Double or Nothing)"                          | Matt Youngberg | Len Uhley                         | 14/10/2011 27/11/2011 | 305              |  |
| Albedo está se aproveitando da fama de Ben. |                                                                |                |                                   |                       |                  |  |
| 38 | "A Namorada Perfeita (The Perfect Girlfriend)"                 | Dan Riba       | Stan Berkowitz                    | 21/10/2011 04/12/2011 | 306              |  |
| Elena, juntos com os microchips, retornam. |                                                                |                |                                   |                       |                  |  |
| 39 | "O Sacrifício Supremo (The Ultimate Sacrifice)"                | Butch Lukic    | Dwayne McDuffie e J. M. DeMatteis | 28/10/2011 11/12/2011 | 307              |  |
| O Ultimatrix está fazendo com que as versões Supremas estejam ganhando consciência. |                                                                |                |                                   |                       |                  |  |
| 40 | "Redemoinho Supremo (The Widening Gyre)"                       | Matt Youngberg | Eugene Son                        | 04/11/2011 18/12/2011 | 308              |  |
| Ben e sua equipe vão investigar o Vórtice de Lixo do Pacífico, local em que houve desaparecimentos misteriosos de navegadores. |                                                                |                |                                   |                       |                  |  |
| 41 | "A Mãe de Todos os Vreedles (The Mother of All Vreedles)"      | Dan Riba       | Matt Wayne                        | 18/11/2011 06/02/2012 | 309              |  |
| A Mãe Vreedle planeja desovar para criar novos Vreedles, o que secaria todos os oceanos da Terra. |                                                                |                |                                   |                       |                  |  |
| 42 | "Um Cavaleiro pra Lembrar (A Knight to Remember)"              | Butch Lukic    | Len Uhley                         | 02/12/2011 13/02/2012 | 310              |  |
| Vilgax e o Círculo dos Guardiões do Fogo duelam contra George e os Cavaleiros Eternos. |                                                                |                |                                   |                       |                  |  |
| 43 | "Alinhamento Solitário (Solitary Alignment)"                   | Matt Youngberg | Peter David                       | 09/12/2011 20/02/2012 | 311              |  |
| Azmuth explica como George conseguiu sua espada e aprisionou Diagon. |                                                                |                |                                   |                       |                  |  |
| 44 | "Inspetor 13 (Inspector 13)"                                   | Butch Lukic    | Geoffrey Throne                   | 04/02/2012 05/03/2012 | 312              |  |
| Inspetor 13, mestre de armas de Techadon, está atrás de Ben Tennyson, com o objetivo de pegar o que ele chama de Omnitrix com variações e revolucionar a produção de Robôs Techadon.                                                                                 |                                                                |                |                                   |                       |                  |  |
| 45 | "Inimigo da Minha Animiga (The Enemy of My Frenemy)"           | Matt Youngberg | David McDermott                   | 11/02/2012 12/03/2012 | 313              |  |
| Gwen, Ben e Kevin retornam finalmente à Ledgerdomain para resgatar Encantriz, mas se deparam com uma surpresa. |                                                                |                |                                   |                       |                  |  |
| 46 | "Ninho de Amor (Couples Retreat)"                              | Dan Riba       | Geoffrey Thorne                   | 18/02/2012 19/03/2012 | 314              |  |
| Estrela Sombria e Encantriz unem forças para destruir Ben, Gwen e Kevin.Só que Estrela Sombria se da mau. |                                                                |                |                                   |                       |                  |  |
| 47 | "Pegando uma Estrela Cadente (Catch a Falling Star)"           | Butch Lukic    | Len Uhley                         | 25/02/2012 26/03/2012 | 315              |  |
| Jennifer Nocturne liberta Overlord (Carl Nesmith) da prisão para fugir dos Estados Unidos. Mas antes, deseja assassinar Ben Tennyson. |                                                                |                |                                   |                       |                  |  |
| 48 | "Ovos Grátis (The Egg Man Cometh)"                             | Matt Youngberg | Stan Berkowitz                    | 03/03/2012 02/04/2012 | 316              |  |
| Dr. Animal está "involuindo" animais para a Terra voltar a era Jurássica. |                                                                |                |                                   |                       |                  |  |
| 49 | "A Noite do Pesadelo Vivo (Night of the Living Nightmare)"     | Dan Riba       | Don McGregor                      | 10/03/2012 09/04/2012 | 317              |  |
| Uma criatura extraterrestre de nome Devorador De Sonhos aparece para Ben Tennyson, seguido de fatos estranhos. |                                                                |                |                                   |                       |                  |  |
| 50 | "O Começo do Fim (The Beginning of the End)"                   | Butch Lukic    | Charlotte Fullerton Eugene Son    | 17/03/2012 16/04/2012 | 318              |  |
| Os Esotéricos iniciam seu plano de libertar Diagon. Vilgax retorna, agora fundido com uma Lucubra e muito mais poderoso, disposto a ajudar os Esotéricos. Tudo depende de Ben, Gwen e Kevin para se unirem à Sir George e aos Cavaleiros Eternos.                    |                                                                |                |                                   |                       |                  |  |
| 51 | "O Inimigo Supremo - 1.ª Parte (The Ultimate Enemy - Part 1)"  | Matt Wayne     | Matt Youngberg                    | 24/03/2012 23/04/2012 | 319              |  |
| Vilgax está tentando libertar Diagon de seu selo. Cabe Ben Tennyson e George impedirem esta libertação apocalíptica. |                                                                |                |                                   |                       |                  |  |
| 52 | "O Inimigo Supremo - 2.ª Parte (The Ultimate Enemy - Part 2)"  | Dan Riba       | Dwayne McDuffie                   | 31/03/2012 30/04/2012 | 320              |  |
| Diagon é libertado do selo e domina todos os humanos do planeta, porém é absorvido por Vilgax, que toma todo o controle da situação. Ben Tennyson precisa detê-lo. No final, Ben tem uma grande surpresa.                                                            |                                                                |                |                                   |                       |                  |  |

## Especiais
Especiais em:
Negrito e Itálico são especiais que passaram no Brasil e nos Estados Unidos. Negrito são especiais que só passaram nos Estados Unidos.
| Título                                         | Data da Estreia                                                                   | Duração    |
| ---------------------------------------------- | --------------------------------------------------------------------------------- | ---------- |
| 10.10.10                                       | 10 de Outubro de 2010                                                             | 1 dia      |
| Aggregor Supremo                               | 10 de Outubro de 2010 13 e 20 de Fevereiro de 2011                                | 60 minutos |
| Poder Absoluto                                 | 10 de Dezembro de 2010 17 e 24 de Abril de 2011                                   | 60 minutos |
| A Transmutação de Eunice (início de temporada) | 4 de Fevereiro de 2011 7 de Agosto de 2011                                        | 30 minutos |
| Ben 10/Mutante Rex: Herois Unidos              | 25 de Novembro de 2011 5 de Fevereiro de 2012                                     | 60 minutos |
| Um Cavaleiro para Lembrar                      | 2 e 9 de Dezembro de 2011 20 e 27 de fevereiro de 2012                            | 60 minutos |
| Ben 10 - Aliança Total                         | 1 de Março de 2012 1 de Março de 2012                                             | 24 dias    |
| O Inimigo Supremo (final da série)             | 17, 24 e 31 de março de 2012 16, 23 e 30 de abril de 2012 22 de fevereiro de 2012 | 90 minutos |

## DVD's
| Título de DVD                                    | Título de DVD                                    | Título de DVD                                                                                           | Volume | Temporada | Proporção de tela | Episódios | Duração                 | Data de Lançamento                           |
| ------------------------------------------------ | ------------------------------------------------ | --- | ------ | --------- | ----------------- | --------- | ----------------------- | -------------------------------------------- |
| Ben 10: Ultimate Alien - Escape From Aggregor    | Ben 10: Ultimate Alien - Escape From Aggregor    | Ben 10: Supremacia Alienígena - Fuga de Aggregor                                                        | 1      | 1         | 16:9              | 10        | 223 minutos             | 11 de Janeiro de 2011 1 de Dezembro de 2010  |
| Ben 10: Ultimate Alien - Power Struggle          | Ben 10: Ultimate Alien - Pursuit of Infinity     | Ben 10: Supremacia Alienígena - Luta Pelo Poder Ben 10: Supremacia Alienígena - Perseguição ao Infinito | 2      | 1         | 16:9              | 10 5      | 230 minutos 110 minutos | 3 de Maio de 2011 5 de Abril de 2011         |
| Ben 10: Ultimate Alien - The Return of Heatblast | Ben 10: Ultimate Alien - Power Struggle          | Ben 10: Supremacia Alienígena - O Retorno do Chama Ben 10: Supremacia Alienígena - Luta Pelo Poder      | 3      | 2         | 16:9              | 10 5      | 230 minutos             | 2 de Agosto de 2011 11 de Setembro de 2011   |
| Ben 10: Ultimate Alien - The Wild Truth          | Ben 10: Ultimate Alien - The Return of Heatblast | Ben 10: Supremacia Alienígena - A Verdade Selvagem Ben 10: Supremacia Alienígena - O Retorno do Chama   | 4      | 2         | 16:9              | 12        | 276 minutos             | 6 de Dezembro de 2011 30 de Novembro de 2011 |
| Ben 10: Ultimate Alien - The Ultimate Ending     | Ben 10: Ultimate Alien - The Ultimate Ending     | Ben 10: Supremacia Alienígena - O Fim Supremo                                                           | 5      | 2         | 16:9              | 10        | 220 minutos             | 17 de Abril de 2012 21 de Março de 2012      |